# Маркони, Генрик

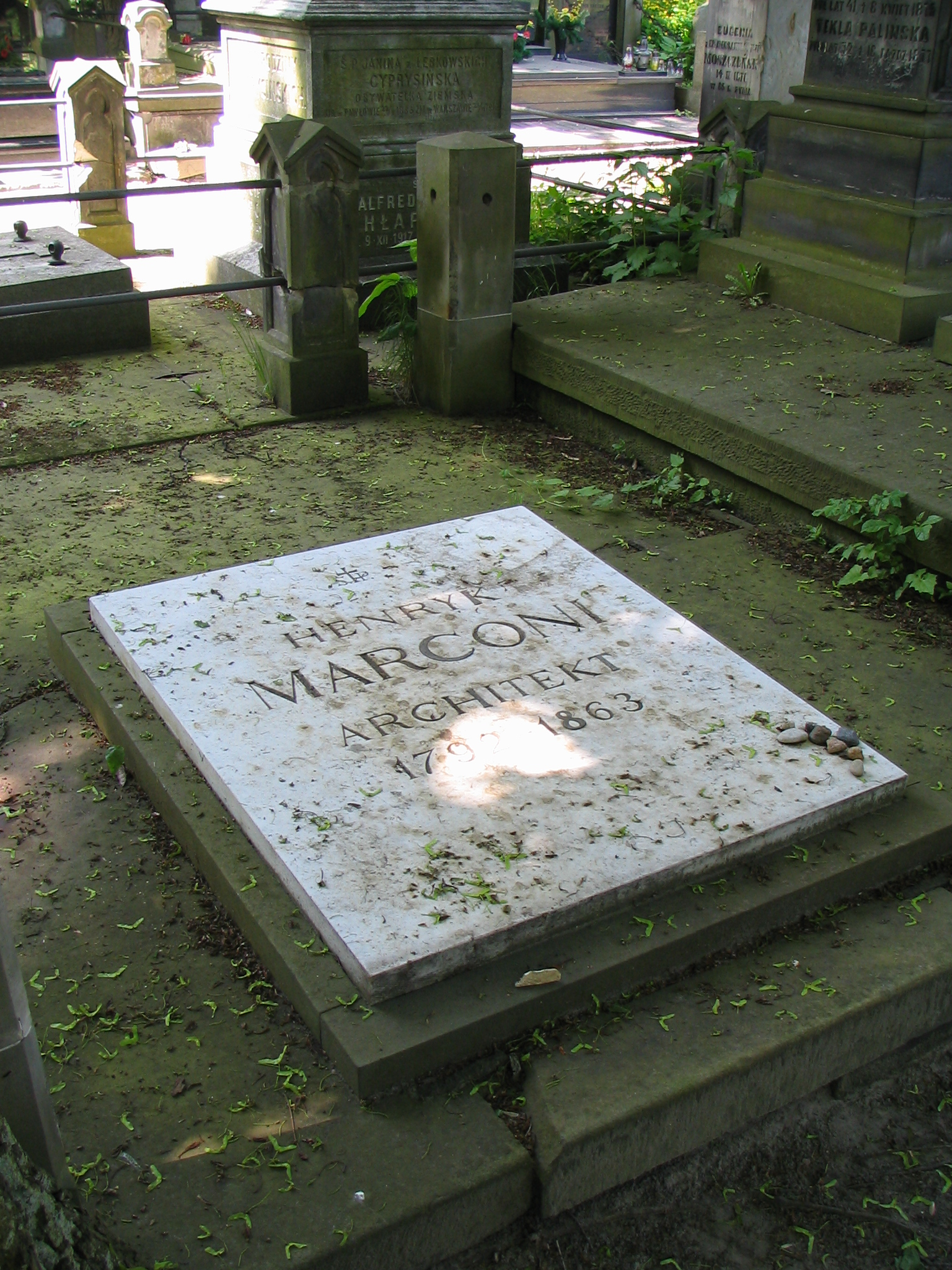
Надгробие Генрика Маркони на Повонзковском кладбище

 Генрик Маркони  (пол.  Henryk Marconi, итал.  Enrico Marconi; 7 января 1792, Рим — 21 февраля 1863, Варшава) — польский архитектор итальянского происхождения, с 1822 года работал в Российской Империи, один из величайших польских архитекторов первой половины XIX века.

## Биография

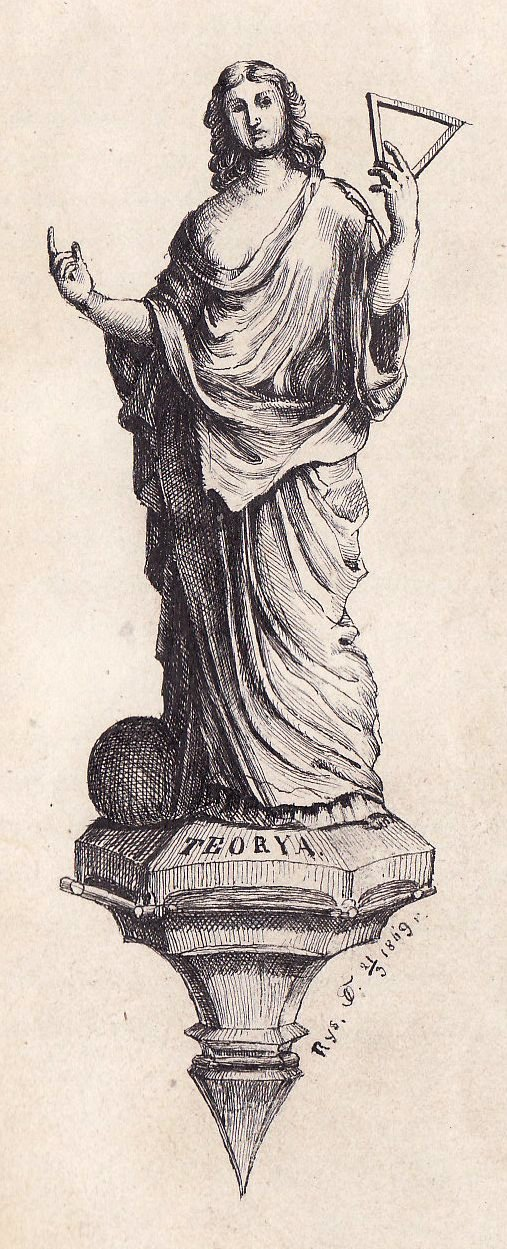
Рисунок статуи, символизирующей теорию архитектуры из тетради заметок лекций Генрика Маркони

Первоначально обучался под руководством отца Леандра Маркони (1763—1837), позже в 1806—1810 одновременно в Университете и Академии художеств в Болонье. 1811 года назначен преподавателем по рисованию в средней школе в Луго. В Польше был приглашён генералом Людвигом Михалом Пацом с целью завершения дворца в Довспуди. С 1827 года занимал должность в Отделе промышленности и торговли Правительственной комиссии внутренних дел и народного просвещения, в 1851—1858 был преподавателем Варшавской академии искусств. После закрытия заведения преподавал ещё как минимум 10 лет.

## Семья
Генрик имел младшего брата Ферранте Маркони (1798—1868), который также прибыл в Варшаву после обучения в Болонье. Женился на дочери садовника графа Паца, шотландке Маргарите Гейтон (1807—1884). Гейтон была кальвинисткой и поэтому некоторые дети в семье были воспитаны как католики, а другие — как кальвинисты.
Сыновья:
Карл Антоний Маркони (1826—1864) живописец, график;
Владислав Маркони (1848—1915) архитектор, консерватор;
Генрик Маркони (1842—1920) инженер технолог, промышленник;
Леандро Ян Маркони (1834—1919) архитектор. Семейные круги некоторых лиц из Польского биографического словаря.
Сам Генрих Маркони был похоронен на Повонзковском кладбище, в то время как его жена, дочь и сыновья Генрик, Ян и Владислав в евангелистском кладбище в Варшавы.

## Основные творения

### В стиле неоренессанса
- Госпиталь Св. Лазаря в Варшаве (ул. Княжеская, 2 около 1840, уничтожен 1939—1944).
- Костел Св. Карла Борромео в Варшаве (ул. Холодная, 21 1841—1843).
- Вокзал Варшавско-Венской железной дороги в Варшаве (1844—1845, разрушен в 1925—1930).
- Дворец Анджея Замойского в Варшаве на ул. Новый Мир, (1846, уничтожен 1939—1944, восстановлен в 1948—1950).
- Отель Европейский на ул. Краковское Предместье (1855, уничтожен 1944, отстроенный 1949—1951).
- Здание Земского кредитного общества в Варшаве на ул. Кредитовой (1856, уничтожен в 1944, восстановлен в 1950 и 1962—1971 годах).
- Дворец Браницких на ул. Новый Мир (1853—1856, разрушен 1944, восстановлен в 1946—1949).
- Костел св. Анны в варшавском Виланове (1857—1870), средства Александры Потоцкой.
- Костел Всех Святых в Варшаве на ул. Гжибовской (1859—1863).

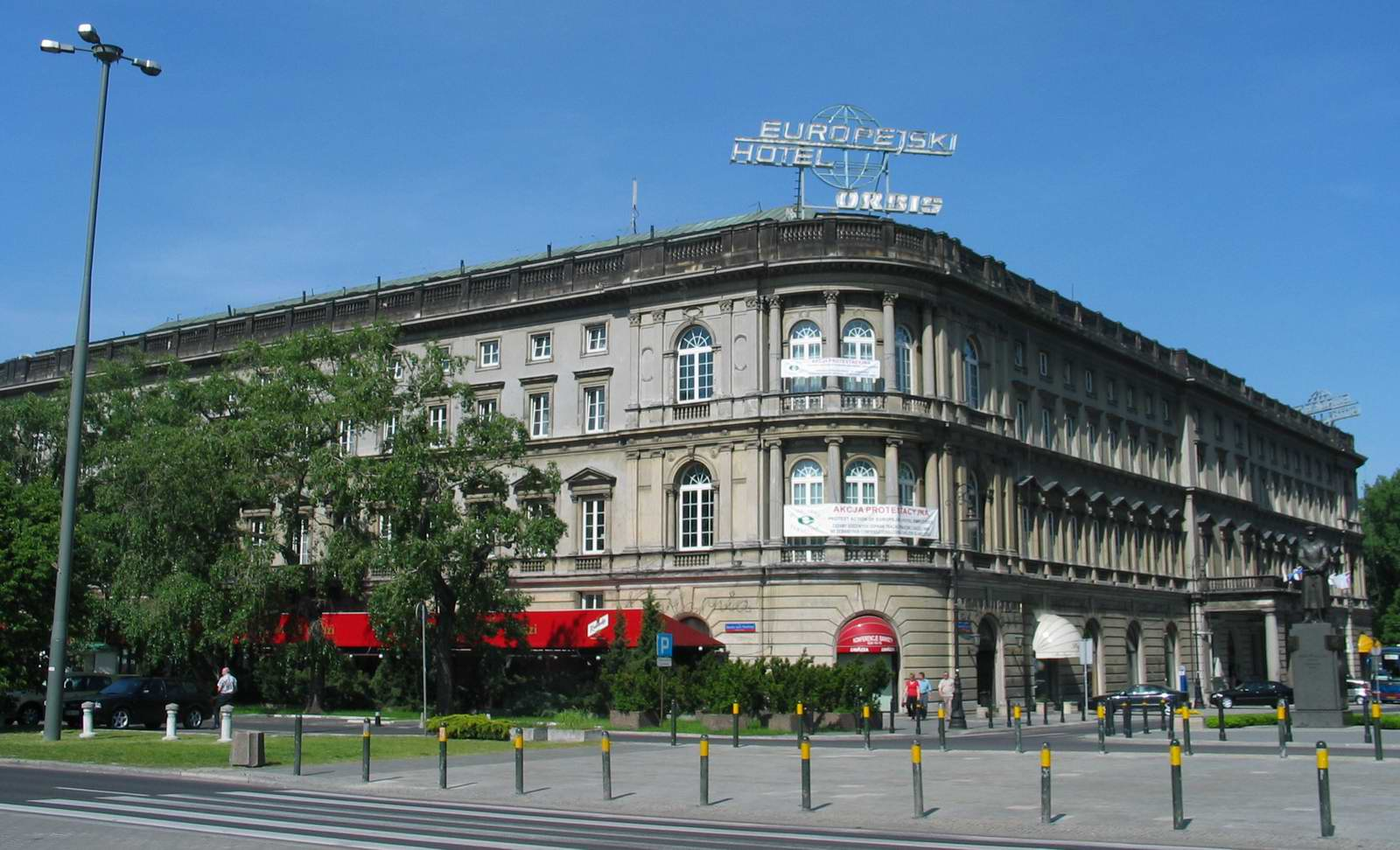
Г. Маркони, Отель европейский, 1855, отстроенный в 1949—1951.

### Классицизм
- Дворец Паца в Варшаве, перестроенный из древнего барочного дворца Радзивиллов (ул. Медовая), 1824—1828, разрушен 1944, восстановлен в 1947—1951 годах.
- Перестройка в 1825 году костела в городе Рачки (ныне село Рачки Подляского воеводства).
- Новая ратуша в городе Радом.
- Санаторий в Буско-Здрою (1835).
- Дворец Велополських в Хоробежи (1857—1860).
- Ратуша в Блоне Варшавского-Западного уезда (1842).
- Водосборник в Саксонском саду в Варшаве (1852).
- Создание дворца в Яблонни Легионивського уезда (1834—1843).
- Почта в Аугусто (1828).
- Ратуша в Аугуста (1835—1836) уничтожена во время Второй мировой.
- Госпиталь Св. Троицы в Калиш и (1840—1841).
- Занимался перестройкой ратуши в городе Круг.
- Перестройка дворца Коссаковських в Варшаве.
- Главный вокзал в Сосновке.
- Старосты в Минске Мазовецком.
- Большая синагога в Ломже (1878—1889) уничтожена во время Второй мировой войны.

### В стиле неоготики
- Дворец Паца в Довспуди. Строительство начал в 1820 году итальянский архитектор Петр босиком. По возведению фундаментов в 1823 году проект был переработан Генриком Маркони. Завершено строительство в 1827 году. Сегодня сохранились только ворота и одна башня.
- Построена в 1841 году каменная конюшня для лучших лошадей с манежем, а также конюшня «Зегарова» в конном заводе Янув-Подляски.
- Костёл апостолов Петра и Павла в агрогородке Рожанка в Белоруссии (1827).
- Дворец Тадеуша казарскую в Конопнице Велюнського повята.
- Усыпальница Станислава Костки Потоцкого и его жены Александры в варшавском Виланове (1836).
- Проект перестройки замка Иллиен по образцу Замка Мариенбург.
- Проект дворца в Збуйно Куявско-Поморского воеводства (1833).
- Ворота в Морисини в Варшаве, замыкающий восточную сторону дворцово-паркового комплекса в варшавском Виланове (1846, сейчас в руинах).

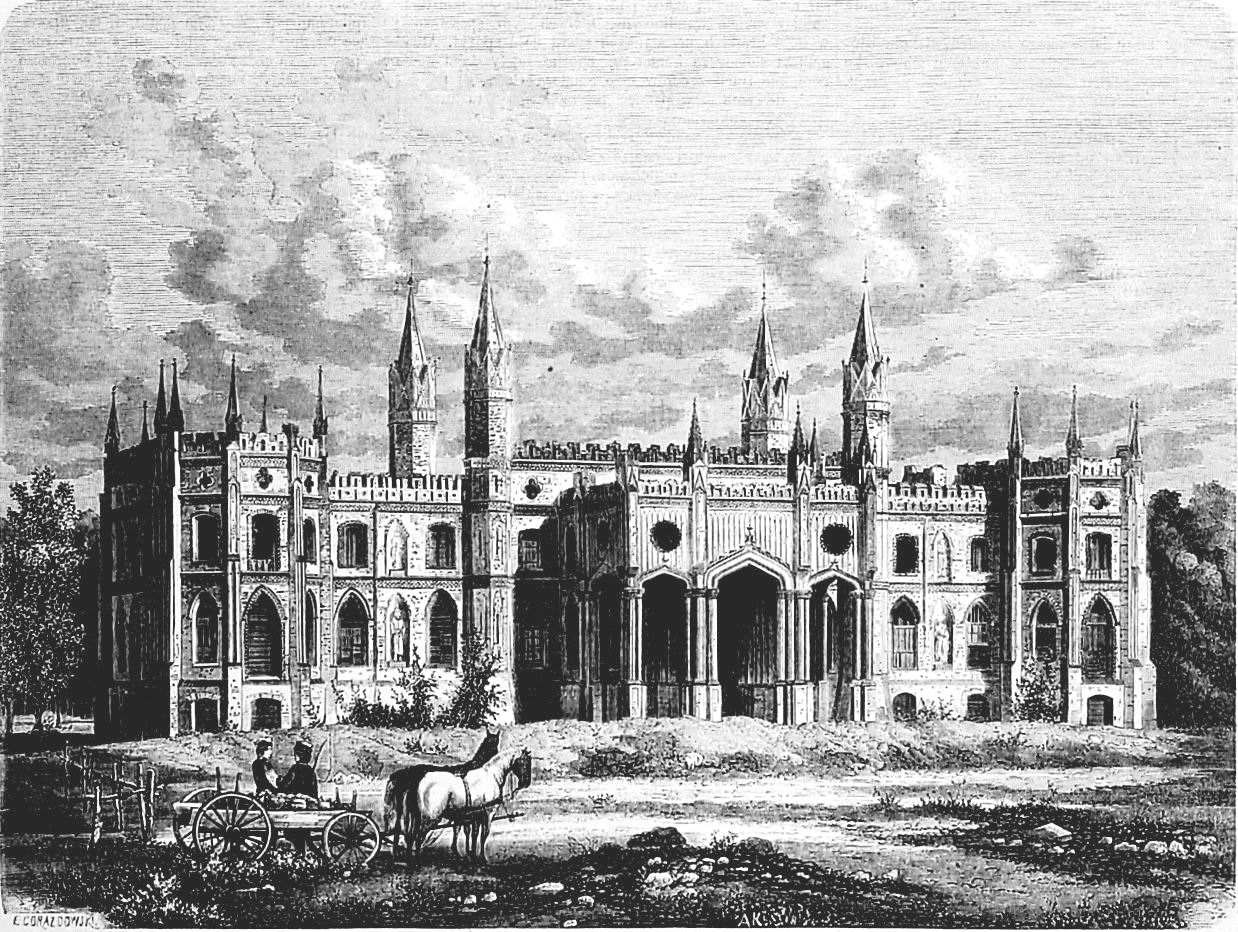
Эдвард Гораздовский. Дворец Паца в Довспуди. 1865 год.

### Работы на Украине
- Дворец Гармаки Летичевского уезда;
- Дворец Казачка Кременецкого уезда;
- Дворец Острожци на Волыни;
- Дворец Смордва на Волыни и др.

## Галерея

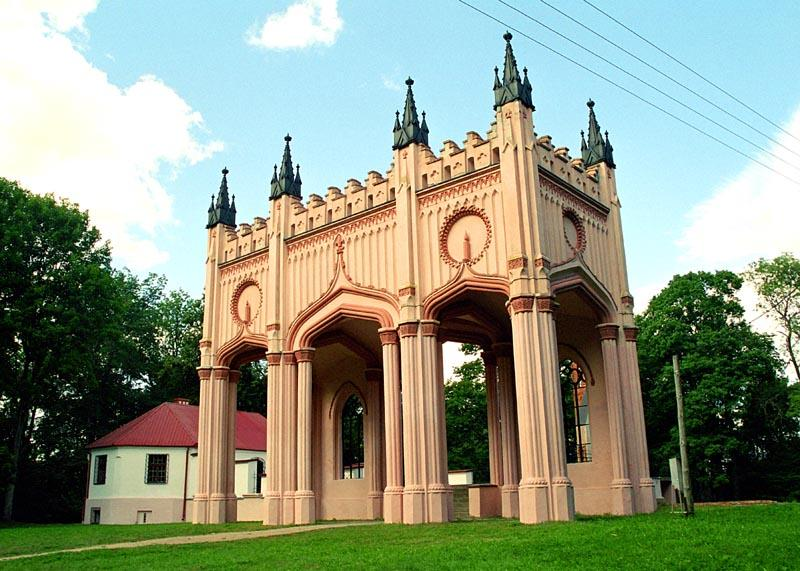
Остатки дворца Пака
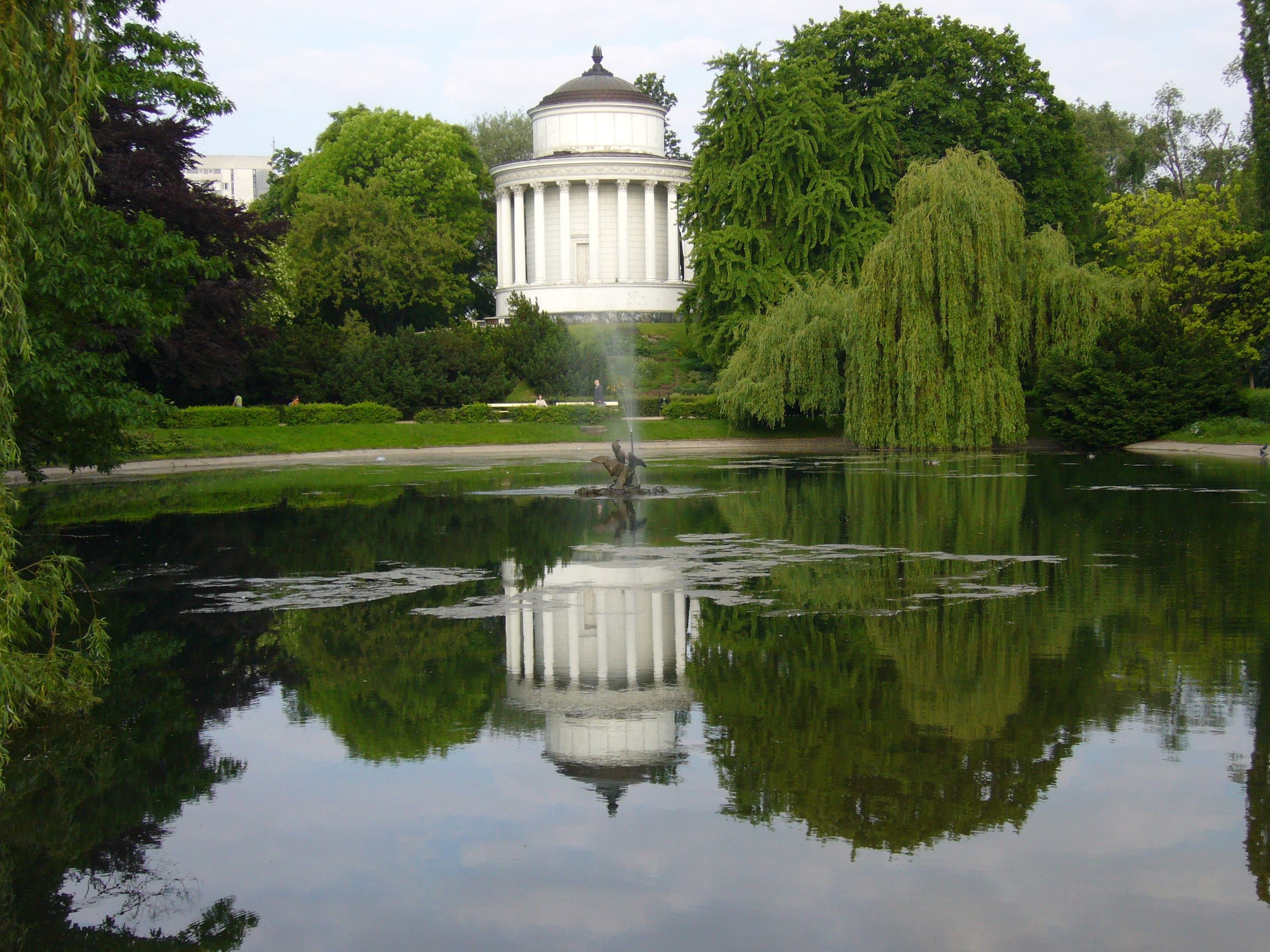
Водонапорная башня в саксонском саду, Варшава
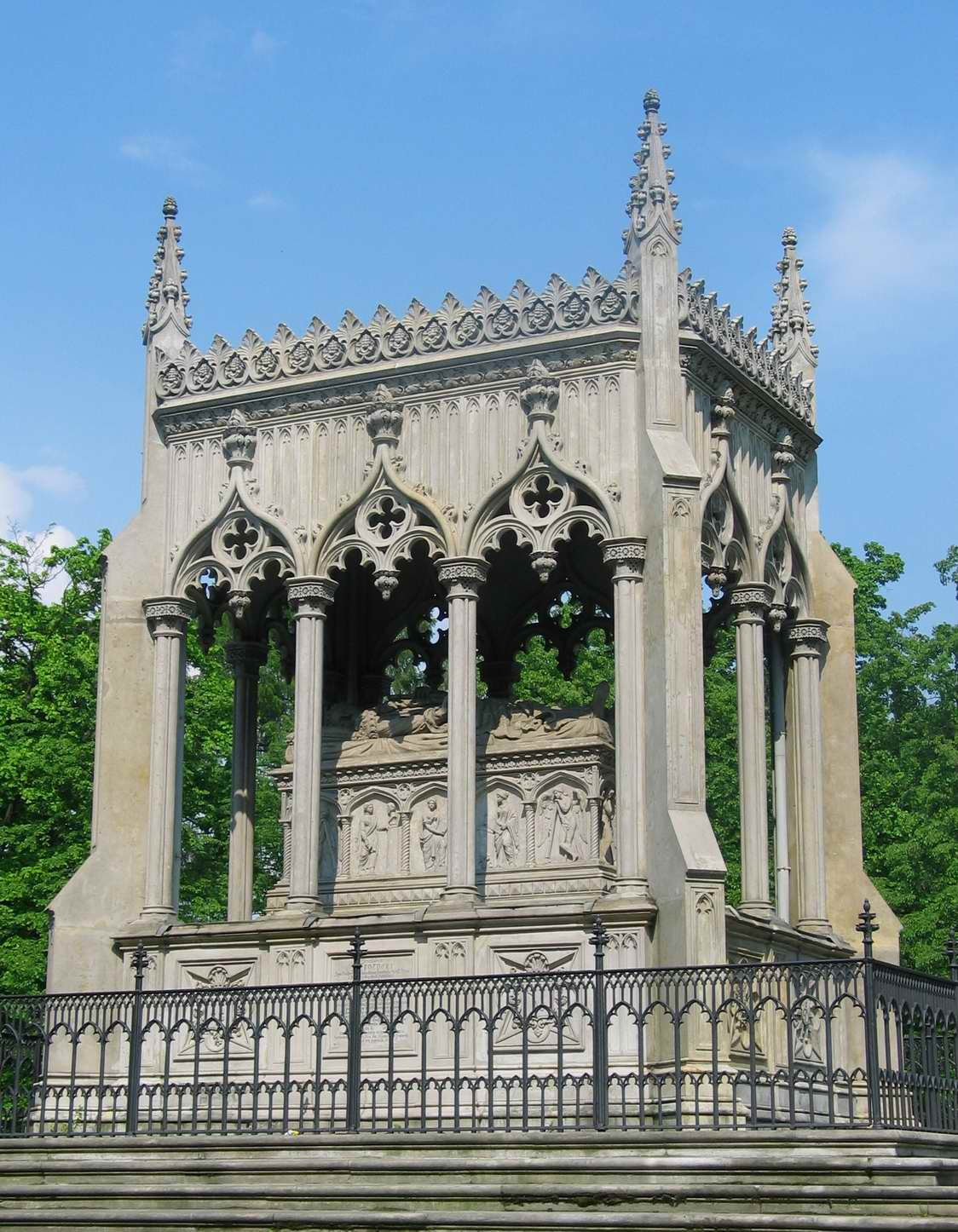
Мавзолей Станислава Коцка и его жены
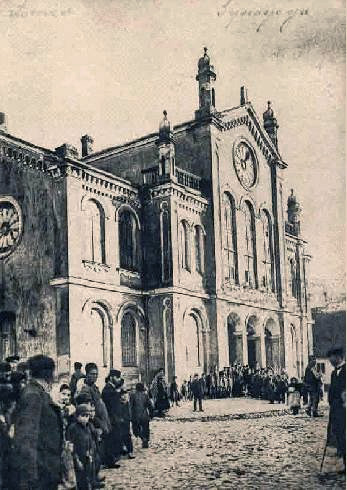
Большая синагогоа в Ломже (разрушена)
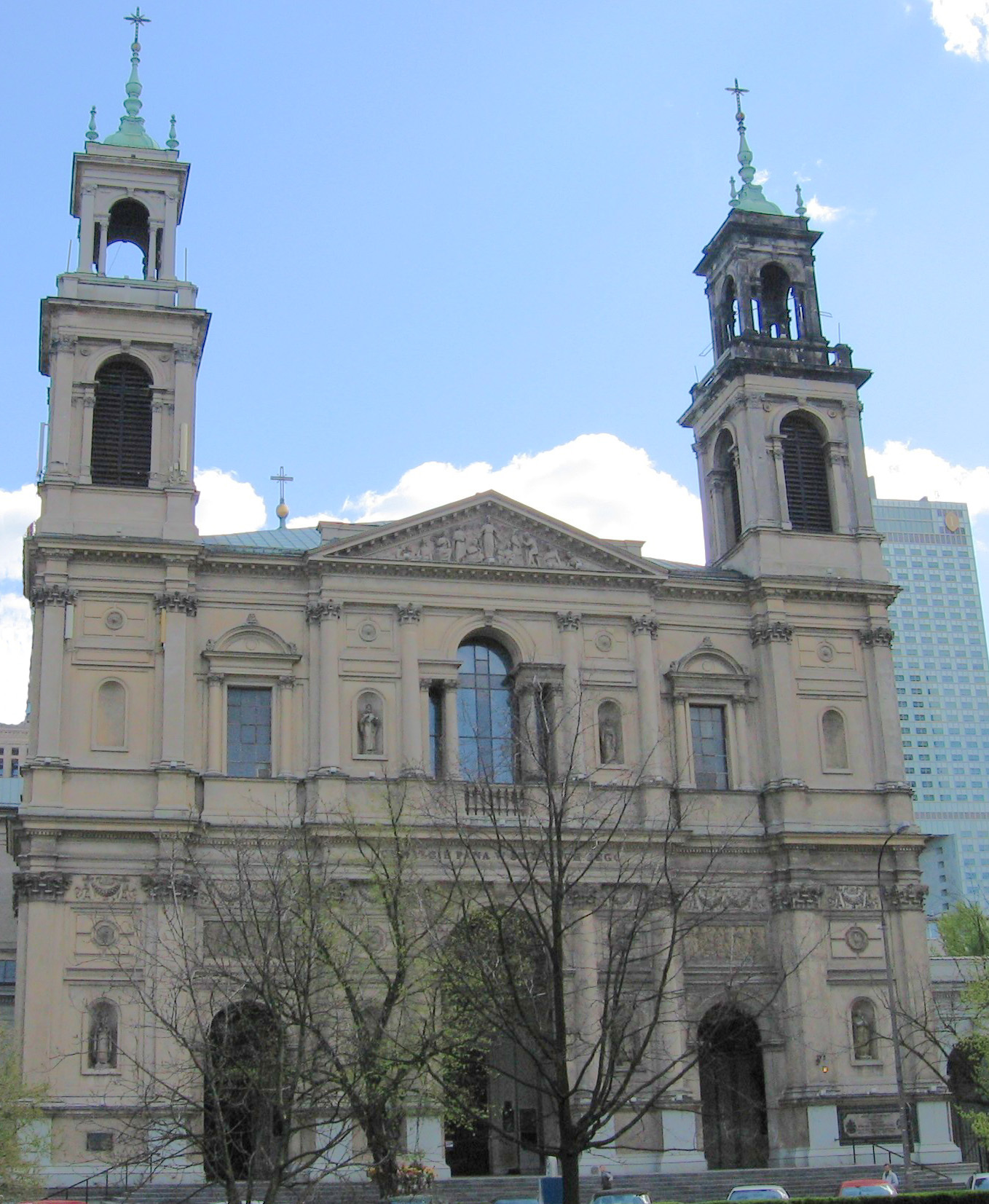
Церковь Всех Святых в Варшаве
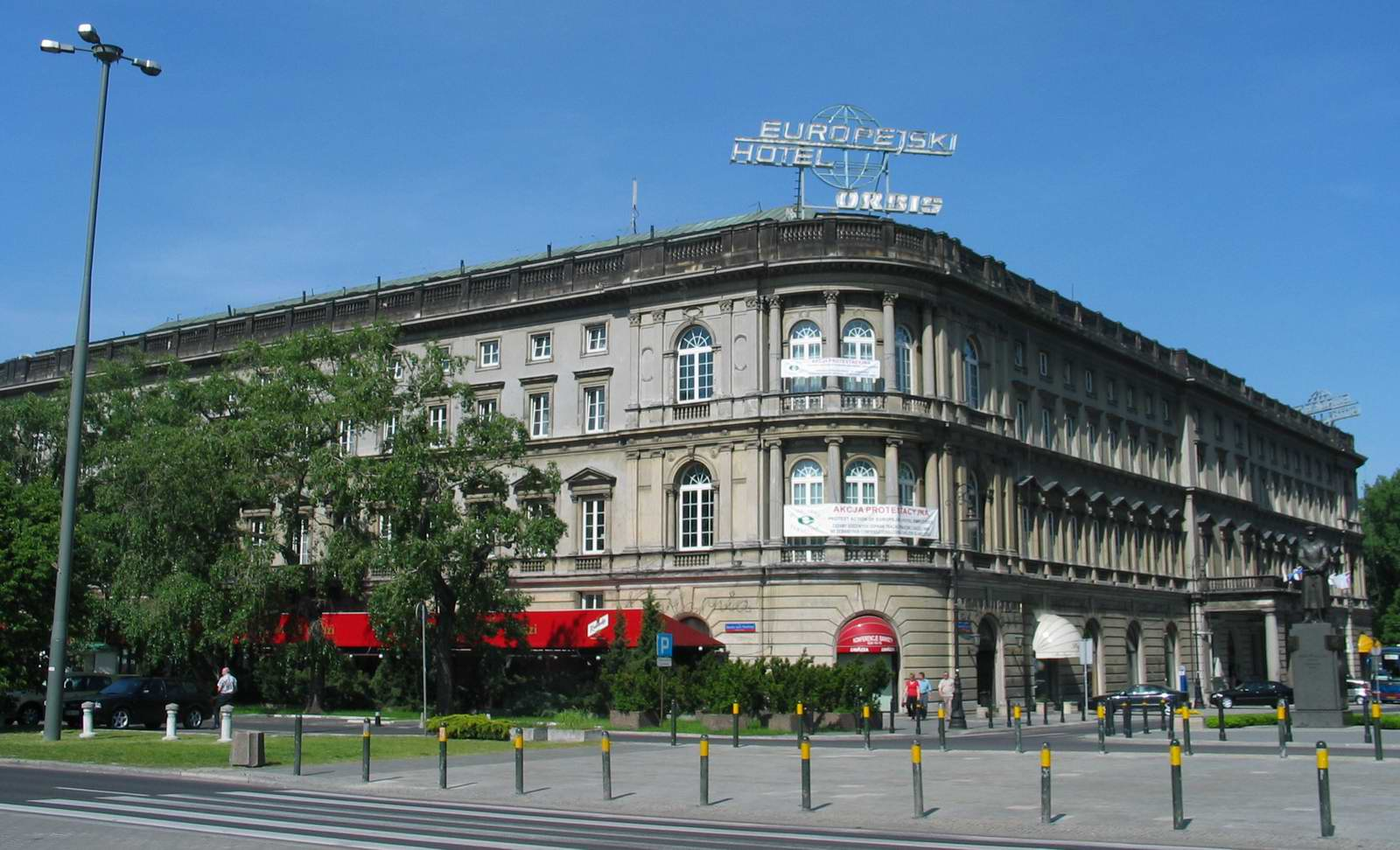
Европейский атель, Варшава
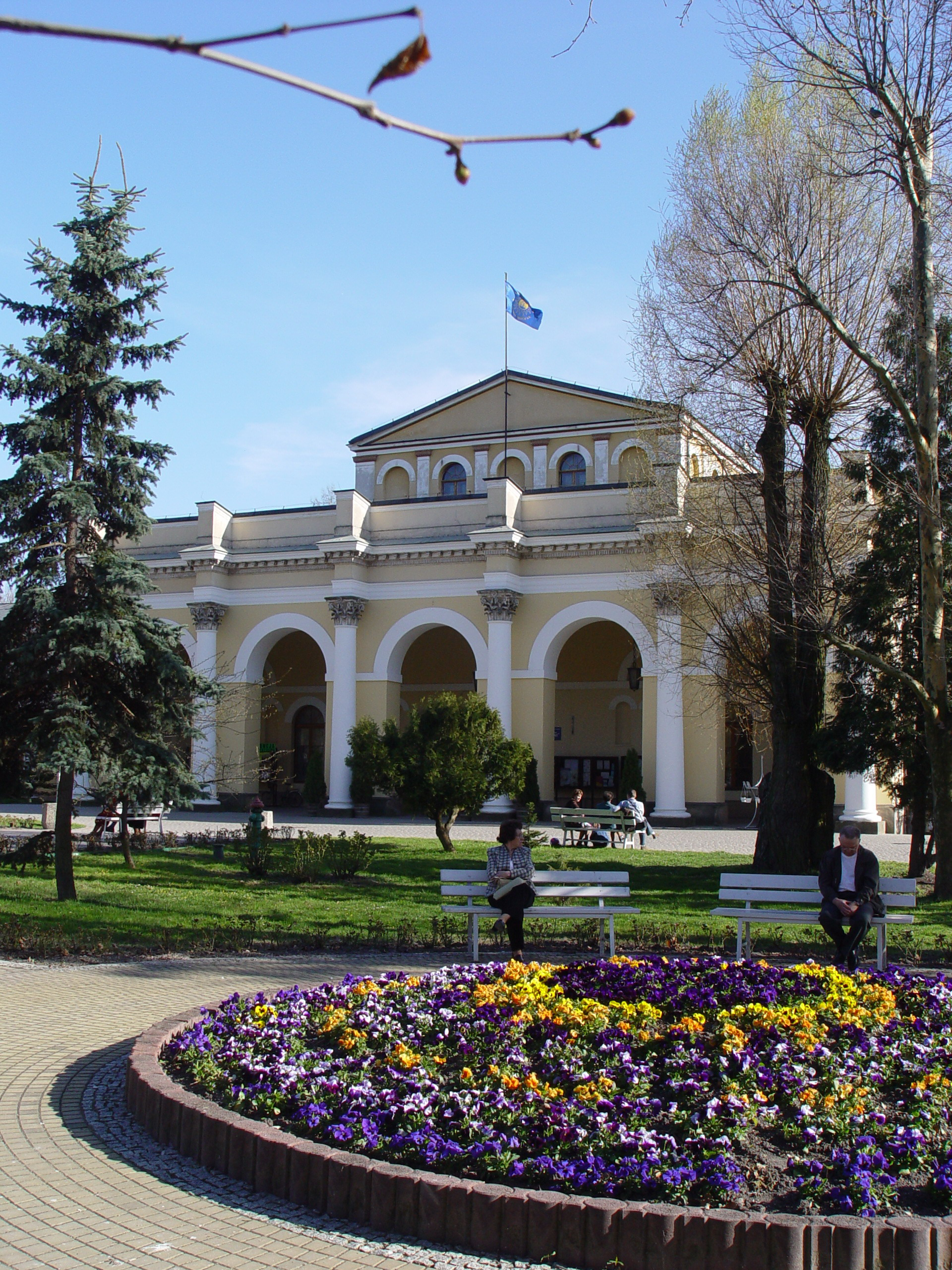
Дом Спа , Буско-Здруй
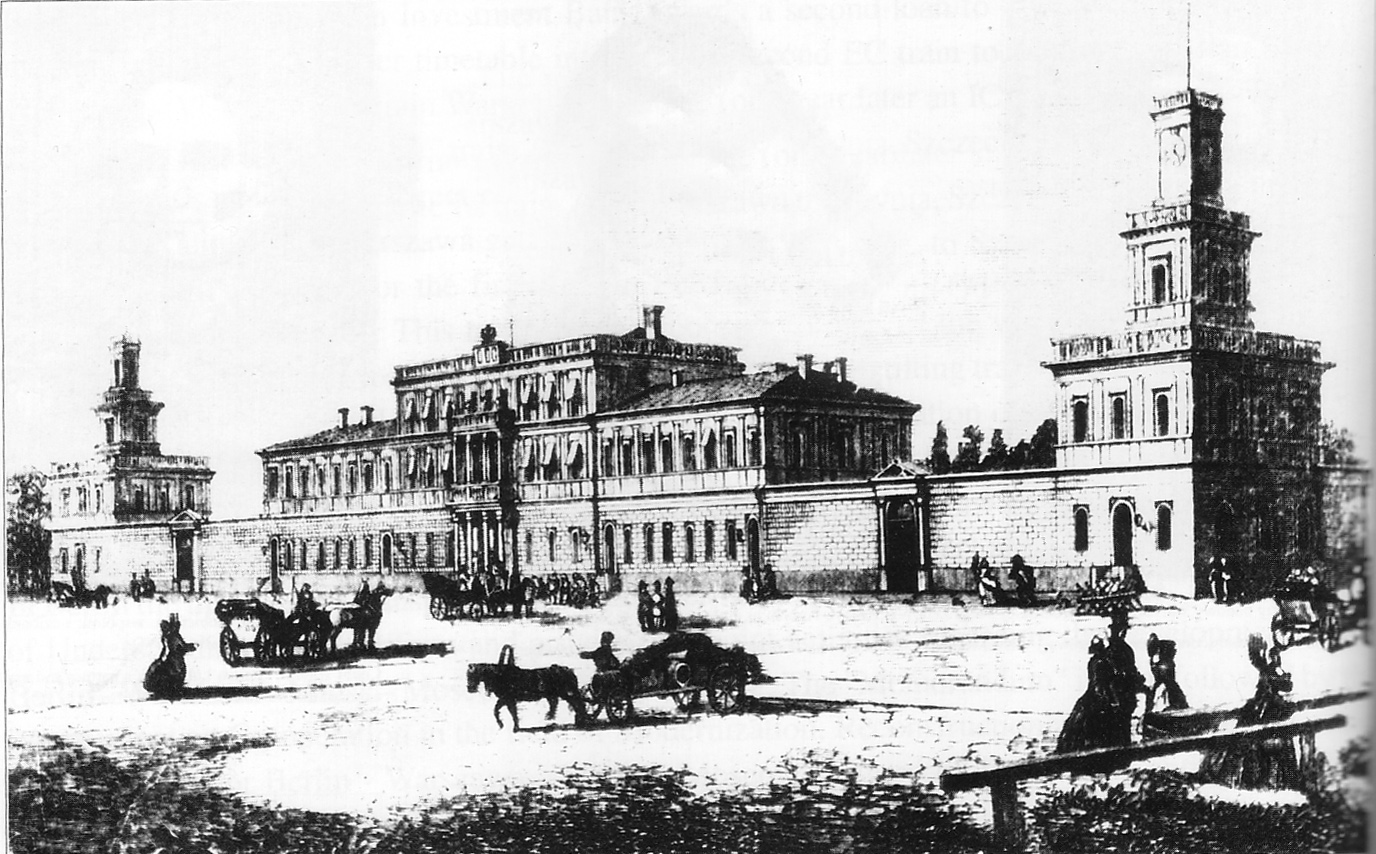
Венский железнодорожный вокзал в Варшаве (разрушен)